# Puth
Ne doit pas être confondu avec Puth (homonymie).
Puth, en limbourgeois Pöt, est un village néerlandais situé dans la commune de Beekdaelen, dans la province du Limbourg néerlandais. Le 1er janvier 2007, le village comptait 2 020 habitants.